# 道格拉斯DC-4
道格拉斯DC-4是道格拉斯飛機公司研發的四發動機螺旋槳飛機，其軍用型C-54運輸機在第二次世界大戰期間廣泛地使用。二戰結束後，一部分C-54改裝回民航客機投入民間市場，其優良的設計成為後來DC-6及DC-7的設計基礎。

## 簡介
在道格拉斯DC-4E研製中止後，道格拉斯公司並沒終止四引擎客機計畫，他們向東方航空與聯合航空推銷一種較小型、技術較為簡單的四引擎客機。但是在客機出廠前，1941年12月美國正式對軸心國宣戰，故研發計畫優先提供軍需；因此在1942年2月首飛的DC-4優先執行美國陸軍航空隊訂單，在1942年5月起投入當時各國間性能最佳的四發動機運輸機C-54。相較於DC-4E，DC-4與其軍用系列主要變更點是撤除加壓座艙，並使用動力輸出相等但輕盈許多的R-2000發動機；因此DC-4較DC-4E有更佳的操作成本。
二戰結束後，道格拉斯在1946年1月至1947年8月9日停產前繼續生產了79架DC-4，並授權加拿大飛機公司生產生產了71架換用梅林發動機的加拿大北極星式客機，美國陸軍航空隊則至少有500架C-54退役轉售民間；雖然在二戰後生產的DC-4可選配增壓座艙，但所有量產的DC-4／C-54均無選配該設備。

## 類似機型
- ATL-98運輸機
- 道格拉斯DC-6
- 道格拉斯DC-7
- 波音307
- 洛克希德星座
- 洛克希德L-049星座